# Quoi d'neuf Scooby-Doo ?
Pour les articles homonymes, voir What's New (homonymie).
Scooby-Doo : Agence Toutou Risques Sammy et Scooby en folie
Quoi d'neuf Scooby-Doo ? (What's New Scooby-Doo?) est une série télévisée d'animation américaine en 42 épisodes de 22 minutes, produite par Hanna-Barbera Studios Japan et Warner Bros. Animation et diffusé sur Kids' WB. 
En France, la série a été diffusée sur France 3 entre le 10 janvier 2004 et janvier 2018 dans les émissions Scooby-Gang, Chouette Toowam, Samedi Ludo et Bunny Tonic.  Elle a aussi été diffusée sur Cartoon Network à partir de septembre 2005 jusqu'en octobre 2011 où elle fut déplacée vers Boomerang jusqu'en décembre 2018. À partir de 2012, elle est diffusée sur Boing. Au Québec, la série est diffusée sur Télétoon.
C'est la neuvième série de la franchise Scooby-Doo. Elle est précédée de Scooby-Doo : Agence Toutou Risques et est suivie de Sammy et Scooby en folie.

## Synopsis
Fred, Daphné, Véra, Sammy et leur chien Scooby-Doo sont à la recherche de fantômes et de créatures en tous genres à travers le monde. 
Bien que Sammy et Scooby ne soient pas partisans de ces aventures, ils acceptent tout le temps à cause de leurs gourmandises préférées, les Crocs-Scooby.

## Fiche technique
- Titre original : What's New Scooby-Doo?
- Titre français : Quoi de neuf, Scooby-Doo ?
- Réalisation : Joe Ruby, Ken Spears et Sander Schwartz
- Production : Chuck Sheetz, James Krieg, George Doty et Ed Scharlach
- Société de production : Warner Bros.
- Musique : Simple Plan (générique)
- Pays d'origine : États-Unis
- Langue originale : Anglais
- Nombre de saisons : 3
- Nombre d'épisodes : 42
- Durée : 22 minutes
- Genre : Animation, comédie
- Dates de première diffusion : États-Unis - 14 septembre 2002 ; France - 10 janvier 2004

## Distribution

### Voix originales
- Frank Welker : Scooby-Doo / Fred Jones / Le baseballeur fantôme / La momie / Le monstre des mers
- Casey Kasem : Sammy Rogers
- Grey DeLisle : Daphné Blake / Loreli Leland
- Mindy Cohn : Véra Dinkley
- Jennifer Hale : Thorn / Meadow / Powerheart
- Kimberly Brooks : Luna / Janet Lawrence / Phylidia Flanders
- Jane Wiedlin : Dusk
- Gwendoline Yeo : Keiko Tanaka
- Mako Iwamatsu : L'ancien
- James Arnold Taylor : Le prince Al-Famir / Guy L'Avorton
- Dee Bradley Baker : Le fantôme sans visage
- Steven Jay Blum : Rufus Raucous / Melbourne O'Reilly / J.T.Page / Spencer Johnson
- John DiMaggio : Le dragon de Glasborough / Taylor Leland / San Fran Psycho / Malachi Crunch
- Fred Tatasciore : Le monstre toxique / La créature chat / Le squelette
- Lauren Tom : Heather Lane / Mandy Dinwiddie / Nancy Chang
- Tara Strong : Terry / Alexandra Viggi / Trudy Lowe
- Jeff Bennett : Le major Portsmouth / Charles Crunchy Granville
- Jim Cummings : Crawdad Mike / Cyrus T. Buford
- Kevin McDonald : Julian Libris / Walter Claphammer
- Nick Jameson : Lysander Demas / Grec
- Rino Romano : Le capitaine Treesdale / Keith Dale
- Arthur Burghardt : Le fantôme des montagnes
- Brian Tochi : J.J. Hakimoto
- Carlos Alazraqui : Luis Santiago
- Colleen O'Shaughnessey : Celia Clyde
- Dan Castellaneta : L'officier McBride
- Dave Foley : Le professeur Laslow Ostwald
- Diedrich Bader : L'oncle Evan
- Eddie Deezen : Gibby Norton
- Eva Almos : Le capitaine Corvina Cloyd
- Gedde Watanabe : Vincent Wong
- Irene Bedard : Cody Long
- John Stephenson : Bob Taylor
- Julia Sweeney : La tante Meg
- Kath Soucie : Susan Dinwiddie
- Kerrigan Mahan : Del Stone
- Kevin Michael Richardson : L'annonceur
- Laura Bailey : Eve de la Faye
- Michael Horse : Leon Strongfeather
- Nika Futterman : Rutie Banez
- Paul St. Peter : Le dragon chinois
- Phil LaMarr : Shaman
- Rachael MacFarlane : Sheila
- Rip Taylor : Mr. Wackypants
- Stacy Keach : Harold Lind
- Susanne Blakeslee : Penelope Bailey
- Tony Todd : La gargouille
- Vanessa Marshall : Danica Blake

### Voix françaises
- Éric Missoffe : Scooby-Doo / Sammy Rogers
- Mathias Kozlowski : Fred Jones
- Joëlle Guigui : Daphné Blake
- Chantal Macé (1re voix, saisons 1 et 2) puis Caroline Pascal (2e voix, saison 3) : Véra Dinkley
- Dorothée Jemma, Patricia Legrand, Michel Vigné, Sébastien Desjours, Bernard Métraux, Boris Rehlinger, Pascal Casanova, Jean-Claude Donda, Jean-Loup Horwitz, Bruno Carna, Marc Perez, Odile Schmitt, Philippe Catoire, Pascal Massix, Marie-Laure Beneston et Yoann Sover : Voix additionnelles

Générique chanté par Olivier Constantin.
- Direction artistique de Claude Lombard.

## Épisodes

### Première saison (2002-2003)
1. L’Abominable Créature des neiges (There's No Creature Like Snow Creature)
2. La Malédiction du dinosaure (3-D Struction)
3. Le Singe de l'espace (Space Ape at the Cape)
4. Panique chez les Cajuns (Big Scare in the Big Easy)
5. Le Mystère de la Mystery Machine (It's Mean, It's Green, It's the Mystery Machine)
6. Viva Las Vegas (Riva Ras Regas)
7. Les Rails de l'enfer (Roller Ghoster Ride!)
8. Le Safari (Safari, So Goodie!)
9. Le Monstre des océans (She Sees Sea Monster at the Sea Shore)
10. Spécial Noël : Le Bonhomme de neige sans tête (Scooby-Doo Christmas)
11. Les Jouets destructeurs (Toy Scary Boo)
12. Le Fantôme de l'Opéra de Pékin (Lights! Camera! Mayhem)
13. Le Gladiateur de Pompéi (Pompeii and Circumstance)
14. Le Baseballeur fantôme (The Unnatural)

### Deuxième saison (2003-2004)
1. La Légende de l'Ancien (Big Appetite In Little Tokyo)
2. Le Réveil de la momie (Mummy Scares Best)
3. Scooby-Doo au pays des Lombritropiens (The Fast and the Wormious)
4. La Maison du futur (High-Tech House of Horrors)
5. Le vampire contre-attaque (The Vampire Strikes Back)
6. Spécial Halloween : L'Halloween de la prophétie (Scooby-Doo Halloween)
7. Le Concours canin (Homeward Hound)
8. Le San Franpsycho (The San Franpsycho)
9. Sale plan pour les Simples Plans (Simple Plan and the Invisible Madman)
10. Le Scooby-monstre (Recipe for Disaster)
11. Le Dragon de Glasborough (Large Dragon at Large)
12. Tonton Scooby en Antarctique (Uncle Scooby and Antarctica)
13. L'Aigle maléfique (New Mexico, Old Monster)
14. La Porte de l'Atlantide (It's All Greek to Scooby)

### Troisième saison (2005)
1. Le Phare de l'angoisse (Fright House Of A Lighthouse)
2. Scooby-Doo au Far-West (Go West, Young Scoob)
3. Spécial Saint-Valentin : La Saint-Valentin (A Scooby-Doo Valentine)
4. Combats déments (Wrestle Maniacs)
5. À vos marques… pleurez ! (Ready To Scare)
6. Le Démon de la ferme (Farmed And Dangerous)
7. Les monstres préfèrent les diamants (Diamonds Are A Ghoul's Best Friend)
8. Une partie de golf infernal (A Terrifying Round With A Menacing Metallic Clown)
9. Le Camp Viensdoncquejetefassepeur (Camp Comeoniwannascareya)
10. Les Tribulations de Sammy et Scooby-Doo en Chine (Block-Long Hong Kong Terror)
11. À fond les ballons (Gentlemen, Start Your Monsters)
12. Midas chez les bidasses (Gold Paw)
13. Des griffes sous le récif (Reef Grief!)
14. Frayeur virtuelle (E-Scream)